# Mechthild Bereswill
Mechthild Bereswill (* 1961) ist eine deutsche Soziologin, deren Arbeitsschwerpunkt die Frauen- und Geschlechterforschung ist. Darüber hinaus hat sie Beiträge zur Gefängnissoziologie geleistet. Sie ist Professorin an der Universität Kassel.

## Werdegang
Nach dem Abitur am Staatlich-Neusprachlichen Gymnasium in Bendorf und mehrjähriger Tätigkeit in der Sozialpsychiatrie studierte Bereswill erst Soziale Arbeit an der Fachhochschule Nordostniedersachsen in Lüneburg und dann Soziologie, Politikwissenschaft und Sozialpsychologie an der Universität Hannover. Das Examen als Diplom-Sozialwissenschaftlerin legte sie 1990 ab, 1995 wurde sie promoviert. Danach war sie für ein Jahr wissenschaftliche Mitarbeiterin am Archiv der Deutschen Frauenbewegung in Kassel und anschließend von 1998 bis 2004 wissenschaftliche Mitarbeiterin am Kriminologischen Forschungsinstitut Niedersachsen. Nach Gastprofessuren an der Universität Hamburg und der Universität Hildesheim wurde Bereswill 2003 an der Universität Hannover habilitiert (Lehrberechtigung für Soziologie). Nach einer Gastprofessur an der dänischen Universität Roskilde und einer Vertretungsprofessur für Soziologie der Geschlechterverhältnisse an der Universität Frankfurt am Main ist Bereswill seit Dezember 2007 Professorin für Soziologie sozialer Differenzierung und Soziokultur an der Universität Kassel.
Bereswill war von 2004 bis 2010 Sprecherin der Sektion Frauen- und Geschlechterforschung in der Deutschen Gesellschaft für Soziologie. Sie ist in der Heinrich-Böll-Stiftung aktiv.

## Leistungen
Bereswill erforschte die Zusammenhänge von Geschlecht, Devianz und Hafterfahrung, wobei sie insbesondere die biografische Entwicklung junger Männer in den Blick nahm. Mit den Methoden der qualitativen Sozialforschung untersuchte sie die biographische Verarbeitung von Freiheitsstrafen. Dabei gewinnt sie ein widersprüchliches Bild: Die autoritäre Institution Strafvollzug wird abgelehnt aber auch als eine Chance erlebt, sich in Zukunft besser in die Gesellschaft integrieren zu können. Außerdem wird das Gefängnis als gewaltförmiger Raum thematisiert, in dem der Einzelne sich verteidigen muss und keine Schwäche zeigen darf. Zusammenfassend meint Bereswill, das Gefängnis sei ein widersprüchlicher Integrationsraum, in dem Inhaftierte permanent zwischen Selbstbehauptungskämpfen und Entwicklungswünschen balancieren.

## Auswahl der Schriften als Herausgeberin
- Forschungsthema Strafvollzug, Baden-Baden: Nomos-Verlag, 2001, ISBN 3-7890-7474-8
- Jugendstrafvollzug in Deutschland, Mönchengladbach: Forum-Verlag, 2002, ISBN 3-930982-88-9
- Entwicklung unter Kontrolle? Biographische Entwürfe und alltägliche Handlungsmuster junger Inhaftierter, Baden-Baden: Nomos-Verlags, 2003, ISBN 3-8329-0070-5
- Vaterschaft im Wandel. Multidisziplinäre Analysen und Perspektiven aus geschlechtertheoretischer Sicht, Weinheim: Juventa-Verlag, 2006, ISBN 978-3-7799-1375-7
- Dimensionen der Kategorie Geschlecht: Der Fall Männlichkeit, Münster: Westfälisches Dampfboot, 2007, ISBN 978-3-89691-222-0
- Umwege in Arbeit. Die Bedeutung von Tätigkeit in den Biographien junger Männer mit Hafterfahrung, Baden-Baden: Nomos-Verlag, 2008, ISBN 978-3-8329-3196-4
- In der Krise? Männlichkeiten im 21. Jahrhundert, Münster: Westfälisches Dampfboot, 2011, ISBN 978-3-89691-231-2.